# 표본조사

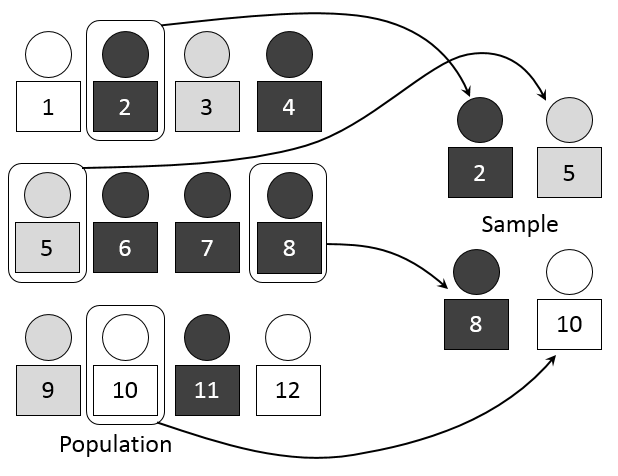
표집 과정의 시각적 표현

표본조사(한국 한자: 標本調査, 영어: sampling)은 모집단에서 표본을 추출하는 일이다.
관심 대상의 모집단에 관한 정보를 얻기 위한 의도로 개별적 관측을 선택하는 통계적 수행의 일부이며 또한 가설검증의 일부이다.

## 과정
표집 과정은 다음의 7 단계로 구성된다.
- 관심 대상의 모집단에 대한 정의
- 측정 가능한 항목이나 사건의 집합인 표집 틀(sampling frame)의 상술
- 틀로부터 항목이나 사건을 선택하기 위한 표집 방법의 상술
- 표본 크기의 결정
- 표집 계획의 구현
- 표집 및 자료의 수집
- 표집 과정의 재검토

## 방법
표집 방법으로는 단순 무작위 표집(simple random sampling), 대응 무작위 표집(matched random sampling), 계통추출법(systematic sampling), 집락추출법 (cluster sampling), 층화추출법 (stratified sampling), 기계적 표집(mechanical sampling), 임의(편의적) 표집(convenience sampling) 등이 있다.

## 같이 보기
- 모집단
- 표본